# Begonia undulata
Espèce
Synonymes
- Begonia kewensis Gentil[1]
- Begonia salicifolia A.DC.[1]
- Begonia undulata Otto ex Graham[1]
- Gaerdtia stenobotrys Klotzsch[1]
- Gaerdtia undulata (Schott) Klotzsch[1]
- Trilomisa undulata (Schott) Raf.[1]

Begonia undulata est une espèce de plantes de la famille des Begoniaceae. Ce bégonia est originaire du Brésil. L'espèce fait partie de la section Gaerdtia. Elle a été décrite en 1827 par Heinrich Wilhelm Schott (1794-1865). L'épithète spécifique undulata signifie « ondulée ».

## Description

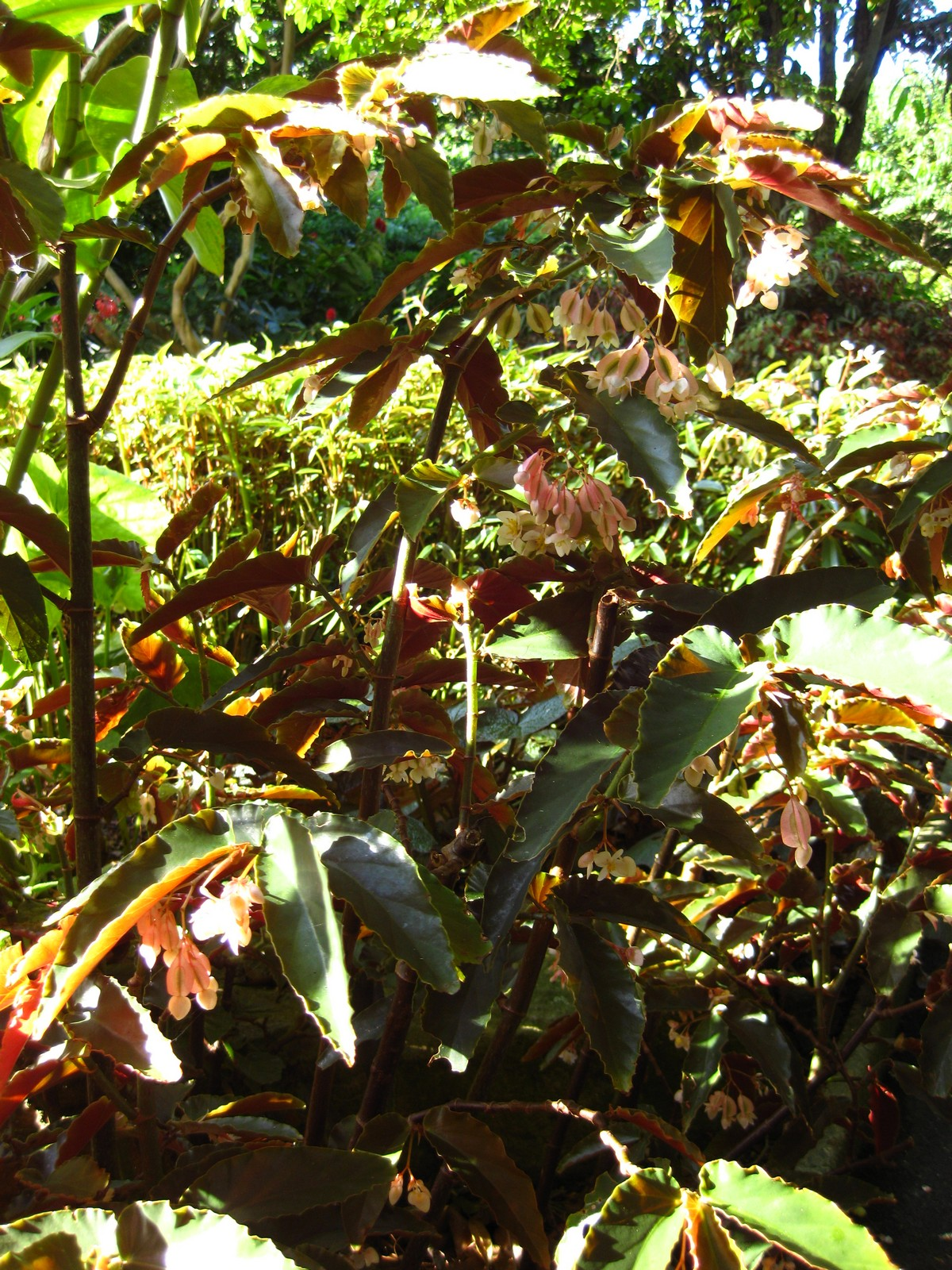
Vue d'ensemble, spécimen cultivé
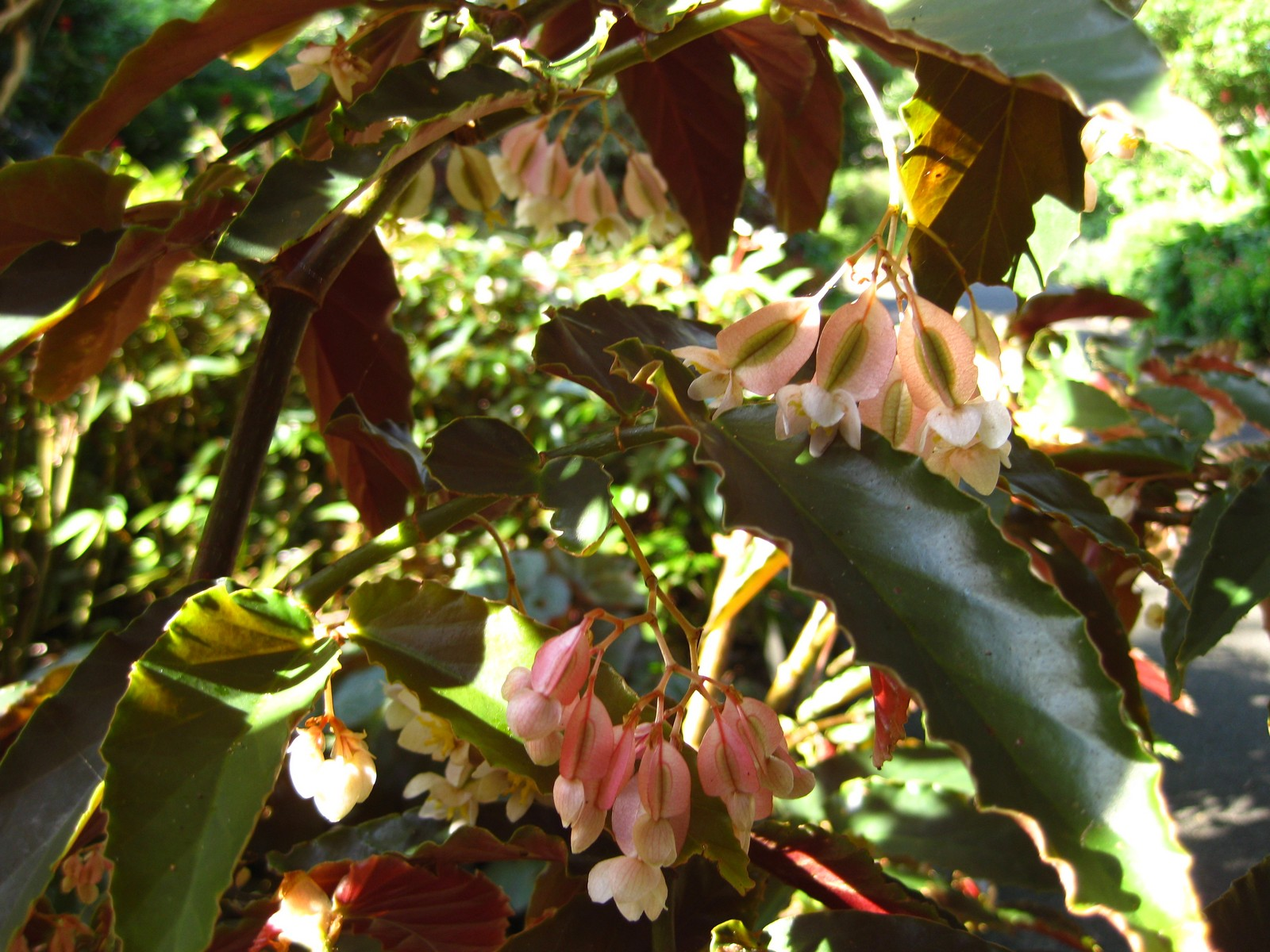
Inflorescence

## Répartition géographique
Cette espèce est originaire du pays suivant : Brésil.